# Gaafu Alif

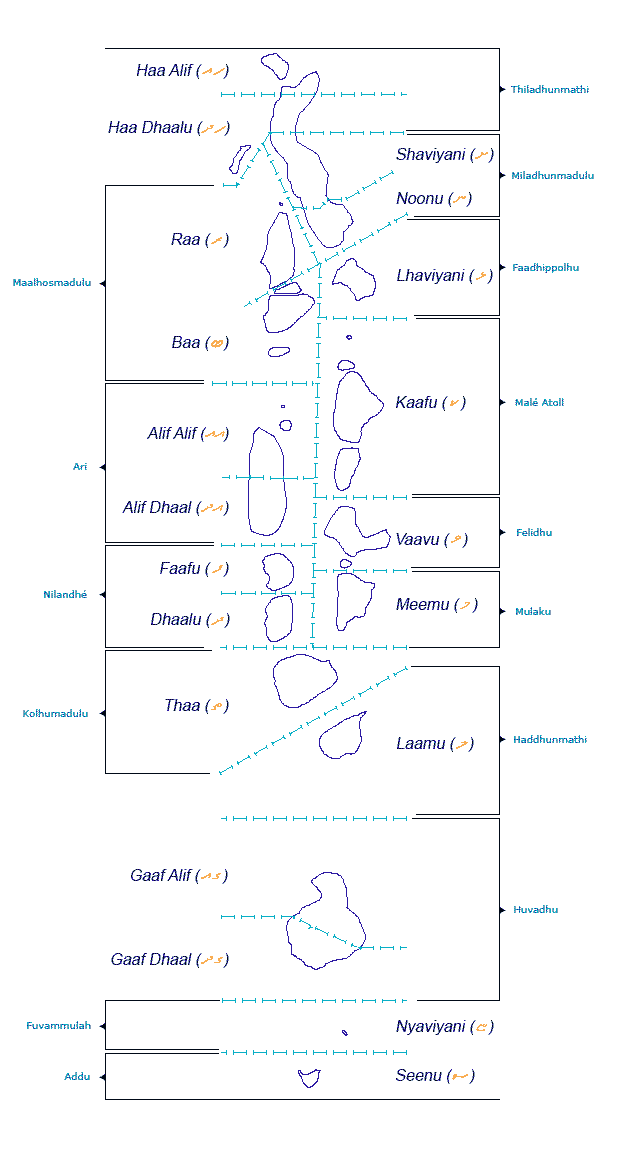
Podział administracyjny Malediwów

Gaafu Alif – atol administracyjny, jedna z 21 jednostek administracyjnych Malediwów. Oficjalna nazwa to: Huvadhu Atholhu Uthuruburi.

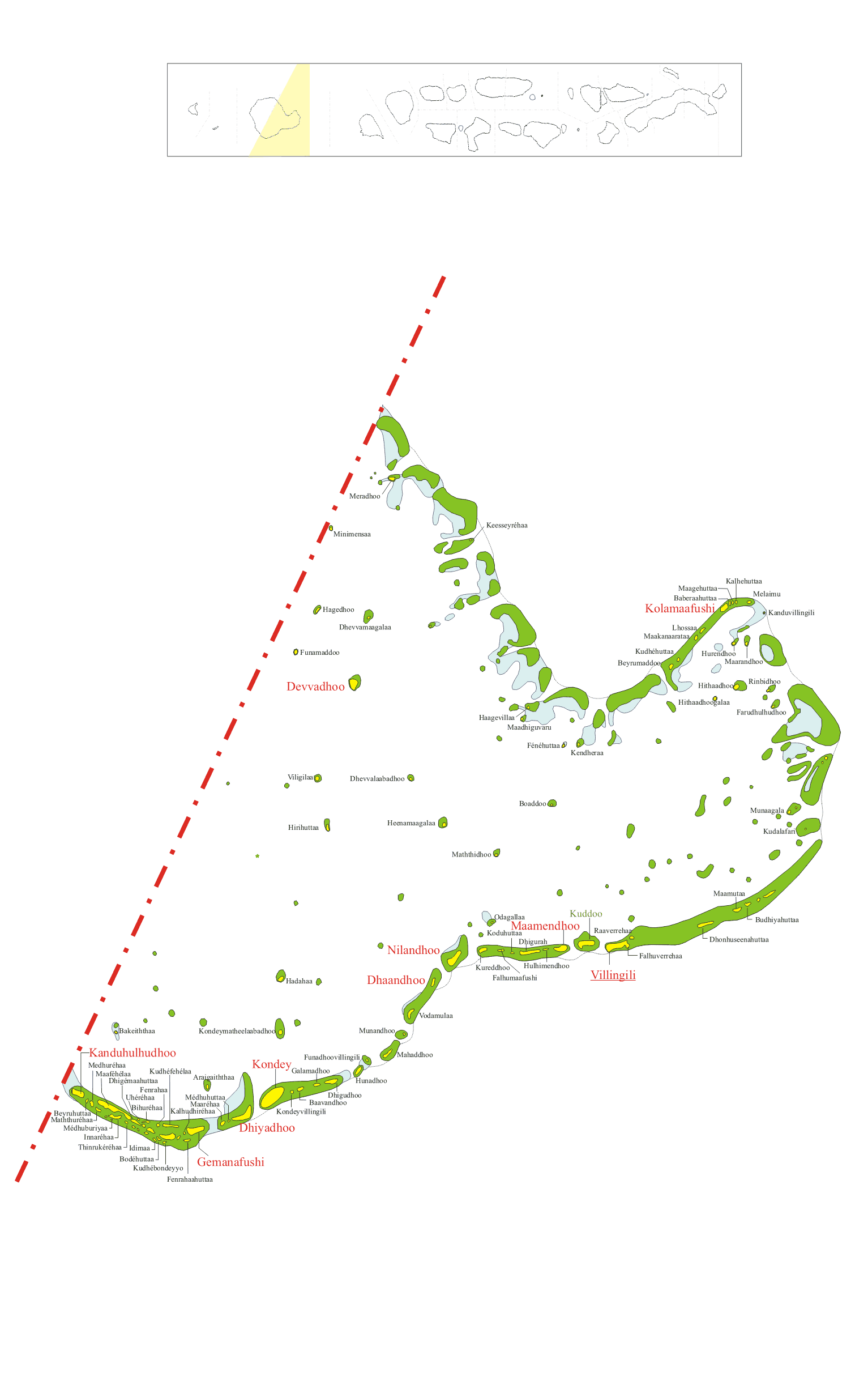
Gaafu Alif

Obejmuje swym terytorium północną część atolu Huvadhu, a jego stolicą jest Vilinglili. W 2006 zamieszkiwało tutaj 8262 osoby.